# Sparganium

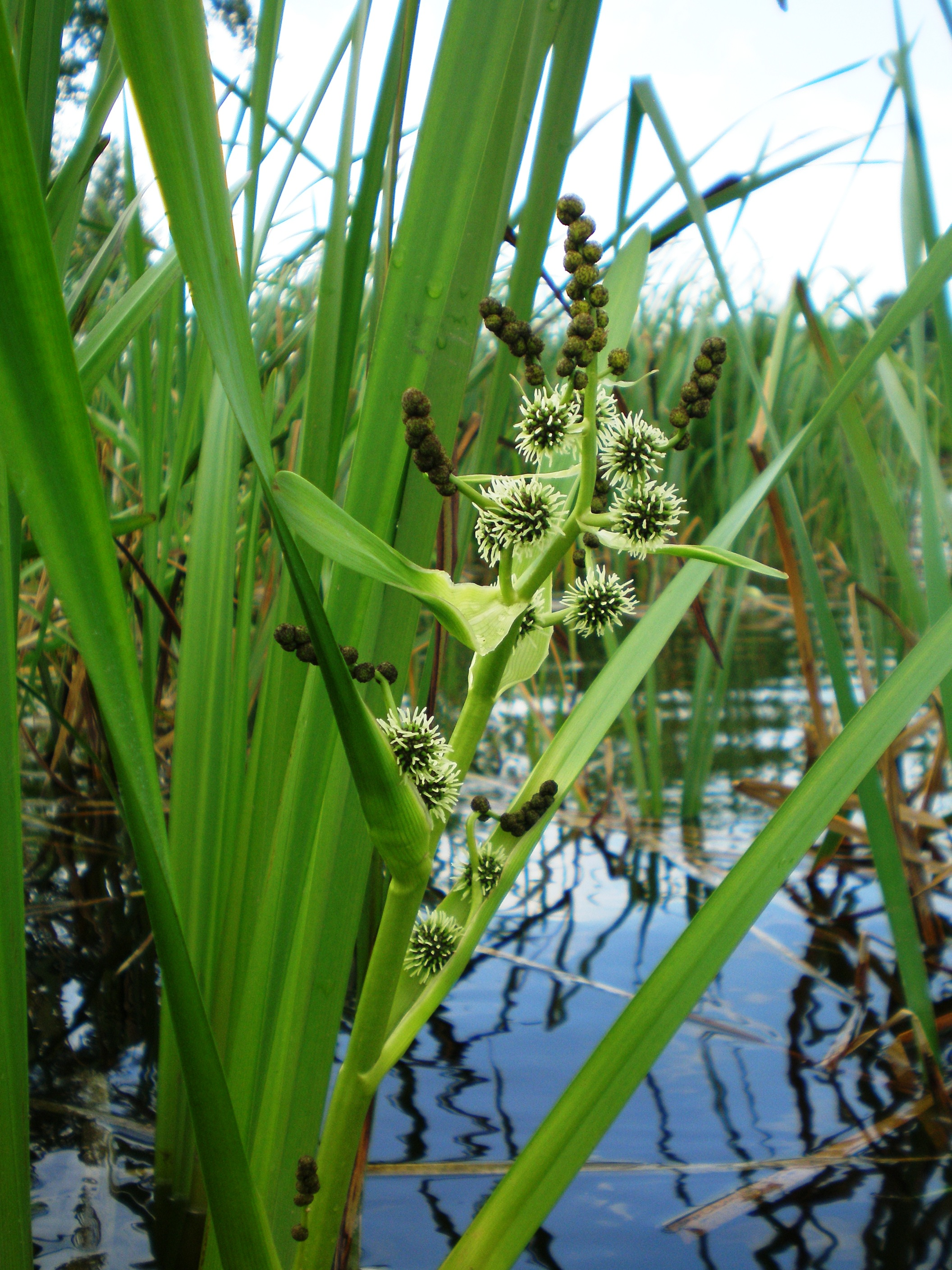
Sparganium erectum, a la imatge s'aprecien les inflorescències masculines, les boles petites, per sobre de dels femenines, les boles grosses

Sparganium és un gènere de plantes angiospermes de la família de les tifàcies (Typhaceae). Són plantes natives de l'hemisferi nord i d'Austràlia.

## Descripció
Plantes herbàcies aquàtiques i vivaces amb rizoma, les fulles tenen el marge enter, una disposició alternada i poden ser flotants.Les flors són monoiques i s'agrupen en inflorescències en forma de boles globoses, les masculines es disposen per sobre de les femenines. L'androceu està format per 3 o més estams, al gineceu l'ovari acostuma a ser unilocular, de vegades bilocular.

## Taxonomia
Aquest gènere va ser publicat per primer cop l'any 1753 al segon volum de l'obra Species Plantarum de Carl von Linné (1707-1778).

### Espècies
Dins del gènere Sparganium es reconeixen les 20 espècies següents:
- Sparganium americanum Nutt.
- Sparganium androcladum (Engelm.) Morong
- Sparganium angustifolium Michx.
- Sparganium confertum Y.D.Chen
- Sparganium emersum Rehmann
- Sparganium erectum L.
- Sparganium eurycarpum Engelm.
- Sparganium fallax Graebn.
- Sparganium fluctuans (Engelm.) B.L.Rob.
- Sparganium glomeratum (Laest. ex Beurl.) Beurl.
- Sparganium gramineum Georgi
- Sparganium hyperboreum Laest. ex Beurl.
- Sparganium japonicum Rothert
- Sparganium kawakamii H.Hara
- Sparganium limosum Y.D.Chen
- Sparganium natans L.
- Sparganium rothertii Tzvelev
- Sparganium stoloniferum (Buch.-Ham. ex Graebn.) Buch.-Ham. ex Juz.
- Sparganium subglobosum Morong
- Sparganium yunnanense Y.D.Chen

### Híbrids
S'han descrit els següents híbrids:
- Sparganium × longifolium Turcz. ex Ledeb.
- Sparganium × oligocarpon Ångstr.
- Sparganium × probatovae Tzvelev
- Sparganium × speirocephalum Neuman
- Sparganium × splendens Meinsh.

### Sinònims
Els següent nom científic és sinònim de Sparganium:
- Platanaria Gray